# Smiljević
Smiljević (cyr. Смиљевић) – wieś w Serbii, w okręgu pczyńskim, w mieście Vranje. W 2011 roku liczyła 68 mieszkańców.